# Verliebte Jungs
Verliebte Jungs je německá filmová komedie z roku 2001. Televizní film natočil režisér Christoph Schrewe. Tom Wlaschiha a Christian Näthe ztvárnili ústřední dvojici kamarádů, kteří se během nudné brigády v letním pivním občerstvení snaží vyhrát tučnou sázku o to, kdo se vyspí s více ženami.

## Děj
Kamarádi Oliver a Michael si v Mnichově přes léto vydělávají na brigádě ve venkovním občerstvení, tzv. pivní zahrádce. Určitě se nedá říct, že by slavili úspěch u žen. Když jejich zaměstnavatel vyhlásí soutěž o 10 tisíc německých marek pro toho, kdo se během léta vyspí s nejvíce ženami, zpočátku oba naráží na potíže. Peníze by se jim ale na zaplacení činže dost hodily. K „balení“ proto využijí efektivní pomůcky v podobě sousedova psa a malého dítěte samoživitelky Ayse. Jenže se Oliver zamiluje do Ayse a Michael do servírky Tine, což jim účast v soutěži zkomplikuje. Jejich největší konkurent Leo je však usvědčen z podvodu s viagrou, a tak nakonec oba uspějí, splatí svoje dluhy a ještě navíc získají partnerky svých snů.

## Postavy a obsazení
| Tom Wlaschiha    | Oliver             |
| Christian Näthe  | Michael            |
| Alexandra Neldel | Tine               |
| Idil Üner        | Ayse               |
| Mathias Herrmann | Leo                |
| Axel Stein       | Willi Müller       |
| Rolf Kanies      | Wagner, pan domácí |